# Rorýs východní
Rorýs východní (Hirundapus caudacutus) je pták z řádu svišťounů (Apodiformes). Je zástupce rodu Hirundapus. Jedná se o velkého rorýse, hnízdícího od jižní Sibiře po Japonsko a v Himálaji. Zatímco himálajská populace je stálá, severní populace táhne zimovat do východní Austrálie.

## Popis
Rorýs východní je velký druh rorýse, dosahuje velikosti 19–20 cm. Délka křídel je mezi 195 a 225 mm. Hmotnost samců se pohybuje mezi 109 a 140 gramy a hmotnost samic je mezi 101 až 125 gramy.
Podle šatu je druh snadno rozpoznatelný. Šat je převážně tmavě olivově hnědý. Nápadné je světlé opeření tvaru podkovy ze stran přes spodní ocasní krovky obepínající hnědý podbřišek. Výrazná je i světlá hrdelní skvrna.
Křídla jsou v poměru k tělu dlouhá, při těle široká a na koncích se sbíhají do špičky. Tělo je mohutné, hlava je poměrně velká a narovnaná dopředu. Ocas je široký a krátký, rovně uťatý. Ocasní pera mají konec stvolu tvořen ostnem přesahujícím prapor.

## Rozšíření
Asijský areál rozšíření je rozdělen do dvou oddělených oblastí. Severní populace je tažná, jižní populace stálá.

## Zajímavosti
Rorýs východní dosahuje v horizontálním letu rychlosti až 170 km/h a na základě dosud známých skutečností je považován za nejrychlejšího ptáka světa v horizontálním letu.